# (33172) 1998 EK14
1998 EK14 (asteroide 33172) é um asteroide da cintura principal. Possui uma excentricidade de 0.11448820 e uma inclinação de 11.36572º.
Este asteroide foi descoberto no dia 1 de março de 1998 por Eric Walter Elst em La Silla.